# امزدورن (أجدير)
امزدورن هي إحدى مشيخات المملكة المغربية، تتبع جغرافيا لإقليم تازة وإداريًا لأجدير. يقدر عدد سكانها بـ 6767 نسمة حسب الإحصاء الرسمي للسكان والسكنى لسنة 2004.